# Дорофеев, Дмитрий Анатольевич
Дми́трий Анато́льевич Дорофе́ев (13 ноября 1976, Коломна, Московская область) — российский конькобежец, знаменосец российской олимпийской сборной на XX зимних Олимпийских играх. Серебряный призёр зимних Олимпийских игр 2006 года в забеге на 500 метров, серебряный призёр чемпионата мира по спринтерскому многоборью 2006 года. Личный тренер Павла Кулижникова и Руслана Мурашова.

## Награды и звания
- Орден Дружбы (2007)[1]